# Cap Negrais
Le cap Negrais (en birman Mawtin Zun) est un cap de la Birmanie, situé à l'extrême ouest du delta du fleuve Irrawaddy, dans la région homonyme.

## Histoire
En octobre 1759, les occupants du comptoir de la compagnie anglaise des Indes orientales établis au Cap Negrais furent massacrés par les birmans. La responsabilité du roi Alaungpaya dans cet événement est sujette à débat.